# 朝日町 (境港市)
朝日町（あさひまち）は、鳥取県境港市の町名。郵便番号は684-0013（境港郵便局管区）。

## 地理
弓浜半島の北端に位置し、北は境水道に面する。
東は入船町、南東の一点には東雲町、南は東本町、西は相生町がある。

## 歴史
地名の由来は境村の東部に位置したことによる。当地は、古くから瀬崎とよばれている。
1870年（明治3年）9月3日から1887年（明治20年）8月23日に至るまでの境町の町名である。1887年（明治20年）8月23日、境町の小町はいったん廃止され、単に「境町」とのみ呼称したが、1926年（大正15年）5月15日再び境町の大字「朝日町」として設定された。表記の方法は、大字の文字は表記せず、「境町朝日町」となる。
1954年（昭和29年）に境町が周辺の渡村・外江町・上道村・余子村・中浜村と合併して境港町となった際に境港町の大字「朝日町」となる。1956年（昭和31年）、市制施行に伴い境港市の町名「朝日町」となる。
明治年間に海岸岸壁が整備され、以後沿岸部に石材・石工店、材木問屋、酒造所などの事業所が営業を始めた。第二次世界大戦後は岩壁が漁船泊地として利用され、沿岸部に製氷会社漁業関係の事務所・事業所が進出しはじめた。

## 産業

### 企業・店
食料品の部
- 坪栄食料品店（営業内容・食料品小売）[7]
- 戸田商店（営業内容・米穀、LPガス、燃料小売）[8]
- 山本ラーメン製造所（営業内容・製麺）[8]

文化用品、日用品の部
- 平松漁具店（営業内容・釣具、漁具小売）[9]

機械器具の部
- （有）旭鉄工所（営業内容・船舶修理）[10]
- （有）鈴木鉄工所（営業内容・ディーゼルエンジン販売修理、水道工事）[11]
- 宮本工業（営業内容・鉄工）[11]
- 池田商店（営業内容・漁業資材販売、魚函運送）[12]

電気器具、燃料の部
- 海上石油（有）（営業内容・石油製品小売、土地家屋賃貸）[13]
- 神洋フッコール石油（株）（営業内容・石油製品小売）[14]

請負工事、土建資材の部
- （有）共栄工業（営業内容・管工事）[15]
- 由木石材店（営業内容・石材加工）[16]

水産の部
- 大石水産（営業内容・イカ釣、カニかご漁業）[17]
- 千鳥水産（株）（営業内容・まき網、イカ網、カニかご漁業）[17]
- 長生漁業（株）（営業内容・イカ釣漁業）[17]
- 浜水産（株）（営業内容・まき網、イカ釣、カニかご漁業）[18]
- 双葉漁業（有）（営業内容・イカ釣漁業）[18]
- 川口商店（営業内容・カニ加工、煮干、塩干魚製造、鮮魚仲買）[19]
- 竹中鮮魚店（営業内容・鮮魚小売）[20]
- 山陰冷蔵（株）（営業内容・製氷）[21]

観光、サービスの部
- 朝日理容店（営業内容・理容）[22]

その他の部
- （有）山冷ブロイラー（営業内容・ブロイラー）[23]

### 商業
- 由木桂一郎[24]（干饂飩）[25] - 足立正の叔父で、由木周市の養子[24]。

## 世帯数と人口
2022年（令和4年）7月31日現在の世帯数と人口は以下の通りである。
| 町丁   | 世帯数 | 人口  |
| ------ | ------ | ----- |
| 朝日町 | 73世帯 | 147人 |

### 世帯数と人口の変遷
明治初年の戸数・人口は1丁目117・519、2丁目36・154、3丁目31・164。

## 小・中学校の学区
市立小・中学校に通う場合、学区は以下の通りとなる。
| 番地 | 小学校           | 中学校             |
| ---- | ---------------- | ------------------ |
| 全域 | 境港市立境小学校 | 境港市立第一中学校 |

## 交通

### 鉄道
町内に鉄道駅はない。

### 道路
- 鳥取県道163号境港線

## 地域

### 健康
医療機関
- 作野医院
  - 作野諒之助[27][28] - 元陸軍軍医である[28]。
  - 作野美千代[27][28]

### 相談
- 森岡海事事務所[29] - 代表者の森岡俊夫（海事代理士）は境港市議会議員である[29]。

## 出身・ゆかりのある人物

### 政治家
- 下西文雄[30] - 境港市議会議員、境港市日朝友好協会会長。

### 実業家
- 足立正[24] - 日本商工会議所会頭、王子製紙社長等歴任。境郵便局長・足立繁太郎の長男。
- 足立龍雄[24] - 中村屋会長。足立正の息子。
- 松本豊 - 松本木材社長。境港商工会議所名誉会頭。